# میلوش دیمیتریویچ
میلوش دیمیتریویچ (سیریلیک صربی: Милош Димитријевић؛ زادهٔ ۱۶ فوریهٔ ۱۹۸۴) بازیکن فوتبال اهل صربستان است.
از باشگاه‌هایی که در آن بازی کرده‌است می‌توان به باشگاه فوتبال نانت، باشگاه فوتبال سیدنی، باشگاه فوتبال راد، باشگاه فوتبال ستاره سرخ بلگراد، و باشگاه فوتبال کیه‌وو ورونا اشاره کرد.
وی همچنین در تیم‌های ملی فوتبال زیر ۱۸ سال فرانسه و زیر ۲۱ سال صربستان بازی کرده‌است.